# Morte di san Francesco (Annibale Carracci)
La Morte di san Francesco è il probabile soggetto di due dipinti dispersi di Annibale Carracci uno dei quali conosciuto solo attraverso un'incisione e l'altro documentato da una serie di copie.

## Storia e descrizione

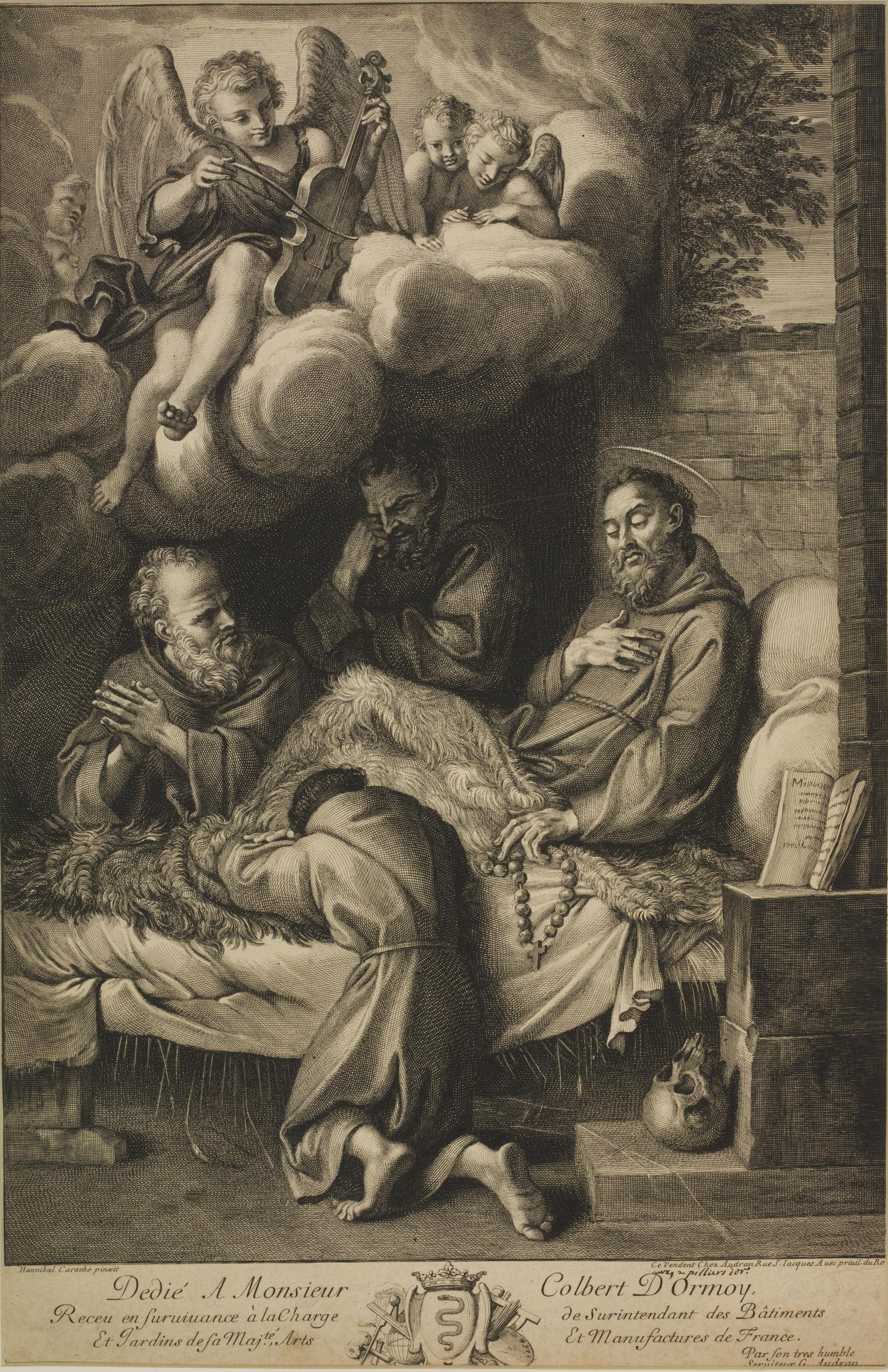
Gérard Audran, Morte di san Francesco, XVII secolo, Victoria and Albert Museum

La prima composizione dedicata alla morte del santo di Assisi è documentata da un'incisione di Gérard Audran che reca l'iscrizione “Hannibal Carrache pinxit”.
Benché non esista nessuna documentazione scritta sull'opera dalla quale la stampa attesta di essere stata tratta – il dipinto è infatti taciuto da tutte le fonti antiche su Annibale – nella Royal Library di Windsor Castle si conserva un disegno, certamente autografo del Carracci, con la figura di Francesco giacente assai simile a quella che si vede nell'incisione di Audran.
È probabile quindi che tale disegno sia uno studio preparatorio del dipinto sul trapasso del santo effettivamente realizzato dal Carracci e poi riprodotto dall'Audran, opera della quale successivamente si sono perse la tracce.
Il disegno della Royal Library compare sul verso di un foglio che nel recto contiene lo studio di un giovane nudo. Quest’altro studio è stato dubitativamente associato alla progettazione della Galleria Farnese: se tale associazione è esatta si potrebbe desumere che questa prima composizione con la morte di san Francesco dovrebbe essere coeva all’avvio della decorazione della galleria farnesiana e quindi collocabile intorno al 1597-98.
Del perduto quadro di Annibale ci resta anche un disegno del pittore bolognese Aureliano Milani.

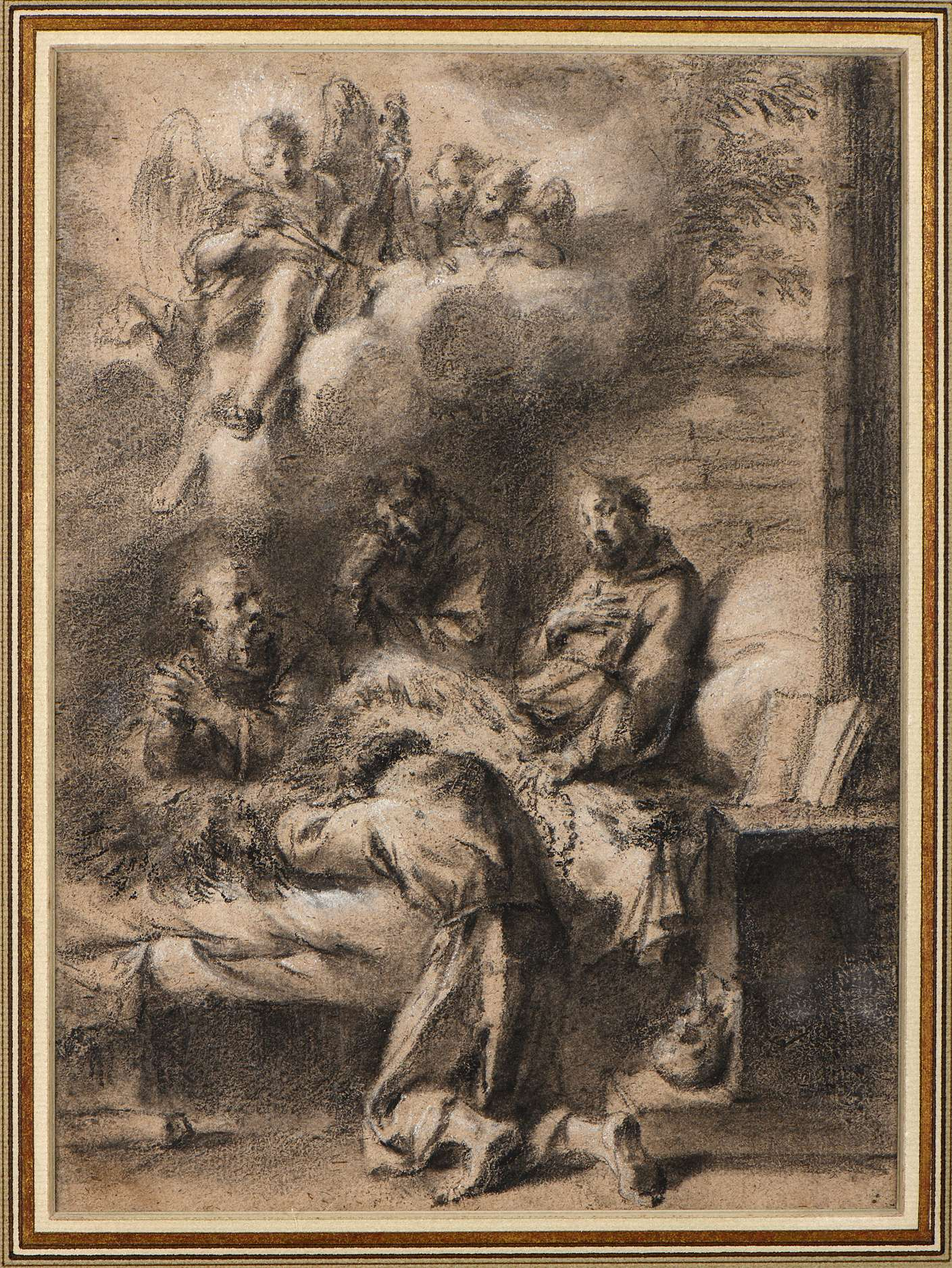
Aureliano Milani, Morte di san Francesco, XVII secolo, Collezione privata

Sullo stesso tema poi, Carlo Cesare Malvasia nella Felsina Pittrice (1678) riferisce dell’esistenza nelle raccolte farnesiane di Palazzo del Giardino a Parma di «un bellissimo rame [di Annibale Carracci] con S. Francesco tramortito e sostenuto da un Angelo, con tre angioletti in aria che lo mirano». Opera menzionata anche in alcuni inventari delle collezioni dei duchi di Parma del Sei e del Settecento. 
La critica ha individuato tre versioni di uno stesso dipinto associabili a questa descrizione (una nel museo di Sheffield, un'altra nella Gemäldegalerie Alte Meister di Dresda e la terza nella Christ Church Picture Gallery di Oxford). 
Nessuna di esse è però su rame (tutti e tre i dipinti sono su tavola). Se il resoconto del Malvasia sul punto è preciso è da escludere, in tutti e tre i casi, che possa trattarsi dell'originale: queste tre tavole sarebbero piuttosto copie del perduto dipinto di Annibale.
In effetti la pluralità di versioni superstiti dello stesso dipinto, di chiara matrice carraccesca, nonché la circostanza che in tutti e tre i casi si tratti di opere di elevato livello qualitativo (sono infatti stati proposti nomi di peso della scuola emiliana quali possibili autori di queste tavole) lascia intuire una particolare autorevolezza del modello di riferimento, la cui paternità potrebbe effettivamente spettare al più celebre dei Carracci.
Del resto, in passato, tutte e tre le versioni note di questa seconda composizione dedicata alla morte di san Francesco (talora intesa anche come Estasi di san Francesco) sono state attribuite ad Annibale.
Oggi viceversa sembra prevalere l'ipotesi che individua in tutte e tre le tavole copie di un originale perduto o non individuato; per due di esse sono stati ipotizzati anche dei possibili autori: per il dipinto di Sheffield, infatti, Denis Mahon ha proposto un'attribuzione a Ludovico Carracci, mentre per quello di Dresda sono stati fatti i nomi, alternativamente, di Bartolomeo Schedoni e di Sisto Badalocchio.
La versione di Oxford continua ad essere proposta nel catalogo della Picture Gallery come opera di Annibale Carracci.

## Le tre versioni della seconda composizione

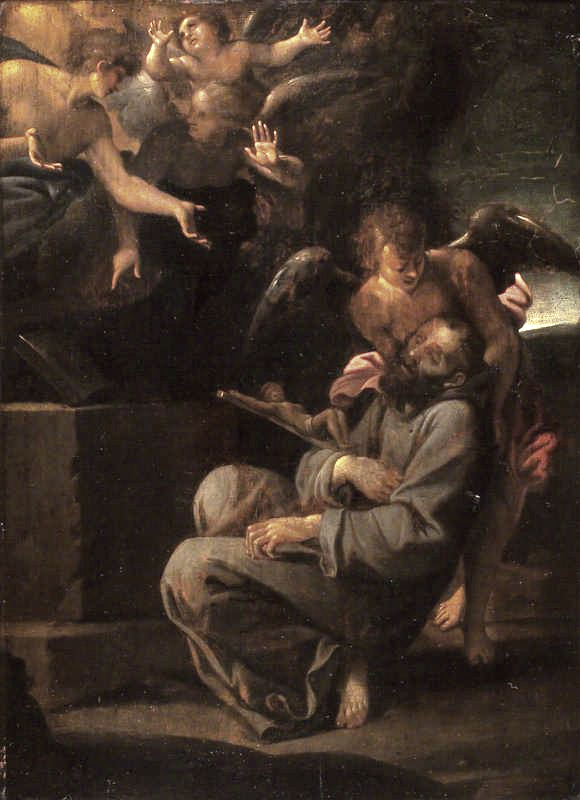
La versione della Christ Church Picture Gallery di Oxford
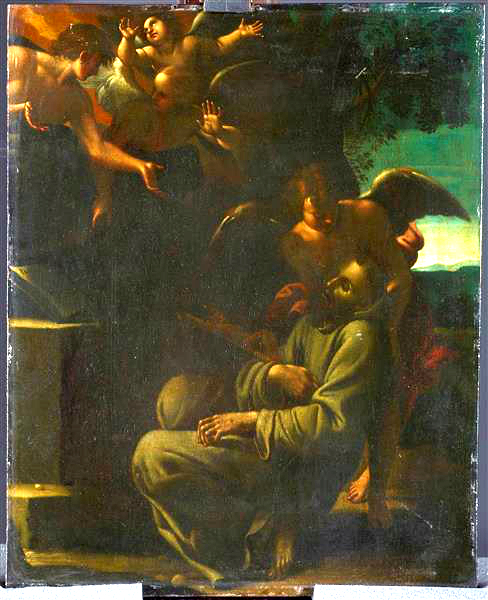
La versione della Gemäldegalerie Alte Meister di Dresda
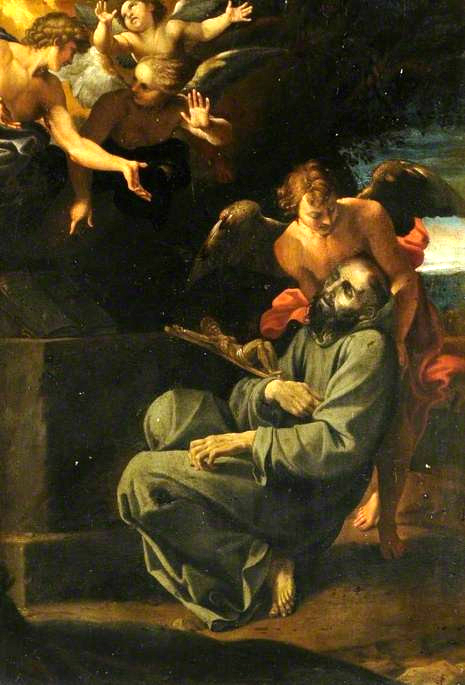
La versione delle Sheffield Galleries and Museums Trust